# المطمر (الجزائر)
المطمر هي إحدى بلديات ولاية غليزان الجزائرية. بلغ عدد سكانها 17442 نسمة وفق إحصاء 2008.

## جغرافيا

### المناخ
تتمتع مطمر بمناخ متوسطي شبه جاف، يتميز بشتاء معتدل ممطر وصيف حار وجاف، مع تساقطات محدودة تتركز في الخريف والشتاء، مما يجعلها مناسبة للزراعة البعلية وتربية المواشي.

## النسيج العمراني

### دواوير
- المصابحية
- دوابة
- المقاديد
- أولاد معمر
- الشوايفية
- الموصلي

## وصلة خارجية
- بلدية المطمر